# Stein am Rhein
Stein am Rhein (gsw. Staa; lat. Lithopolis, Gaunodurum) – miasto i gmina w północnej Szwajcarii, w kantonie Szafuza. Leży nad Renem. 
Miasto posiada dobrze zachowane średniowieczne centrum z dawnym układem ulic. Znajdują się tutaj zabytkowe mury i bramy miejskie. W dawnym murze miejskim znajdują się obecnie pomieszczenia mieszkalne. Średniowieczna część miasta jest przeznaczona wyłącznie do ruchu pieszego i jest powszechnie uważana za spokojne i urokliwe miejsce. Wiele średniowiecznych budynków jest pomalowanych pięknymi freskami, od których pochodzą ich nazwy, na przykład Hirschen - jelenie, Weisse Adler - biały orzeł.

## Demografia
W Stein am Rhein mieszka 3 587 osób. W 2021 roku 23,5% populacji gminy stanowiły osoby urodzone poza Szwajcarią. 

## Historia
- ok. 1007 - cesarz Henryk II Święty przenosi tutaj klasztor benedyktyński z Singen (Hohentwiel) razem z prawem menniczym
- 1457 - Stein am Rhein uzyskuje status samodzielnej republiki miejskiej
- 1803 - miasto wchodzi w skład kantonu Szafuza
- 22 lutego 1945 miasto zostało omyłkowo zbombardowane przez siły powietrzne Aliantów

## Zabytki
- historyczna zabudowa miejska
- zamek Hohenklingen

## Kultura
W 1972 Stein am Rhein otrzymało pierwszą Nagrodę Wakkera za zachowanie swojego architektonicznego dziedzictwa 

## Transport
Przez teren gminy przebiegają drogi główne nr 13, nr 330 i nr 352.

## Galeria

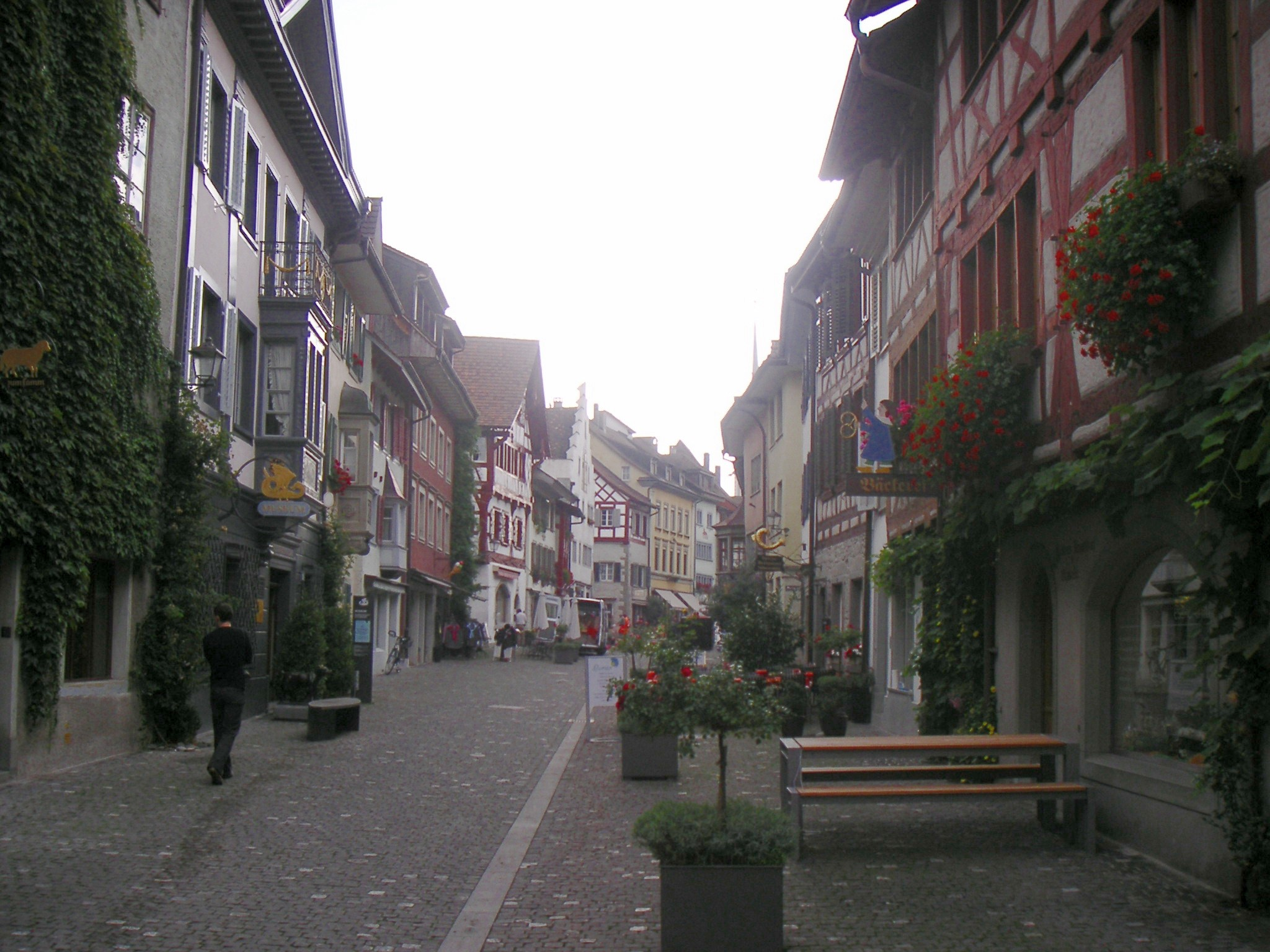
Stein am Rhein
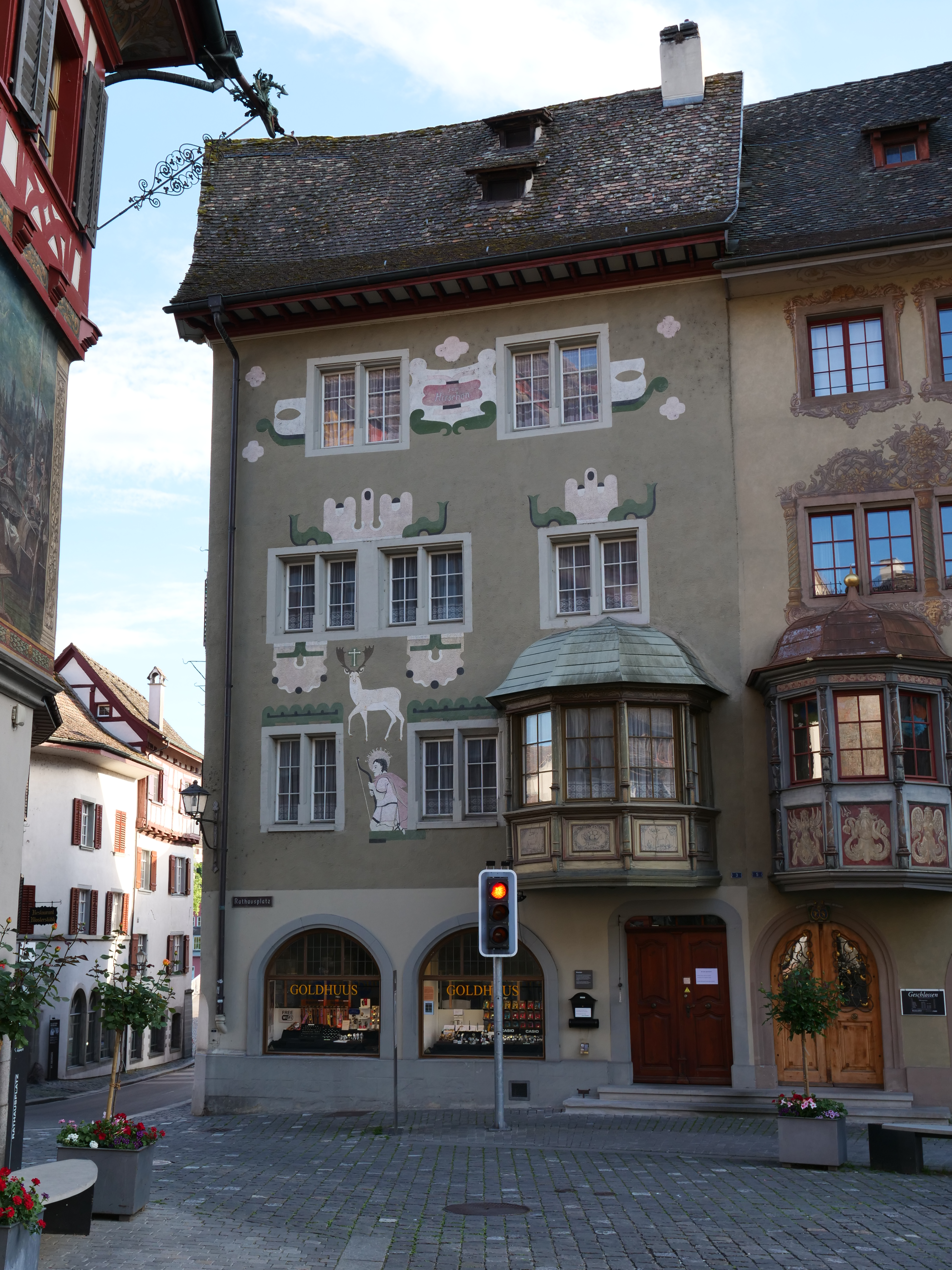
Kamienica Hirschen
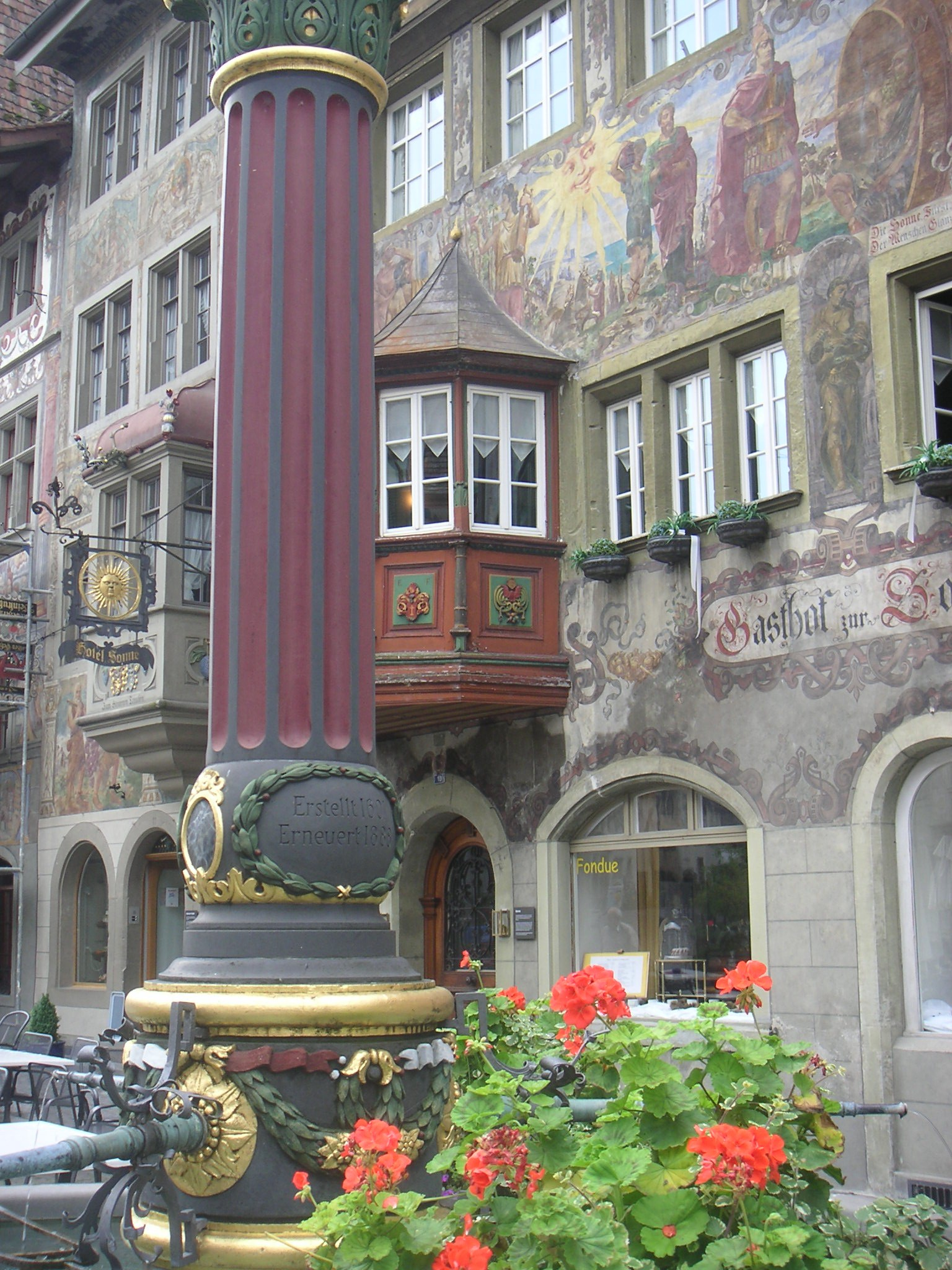
Freski
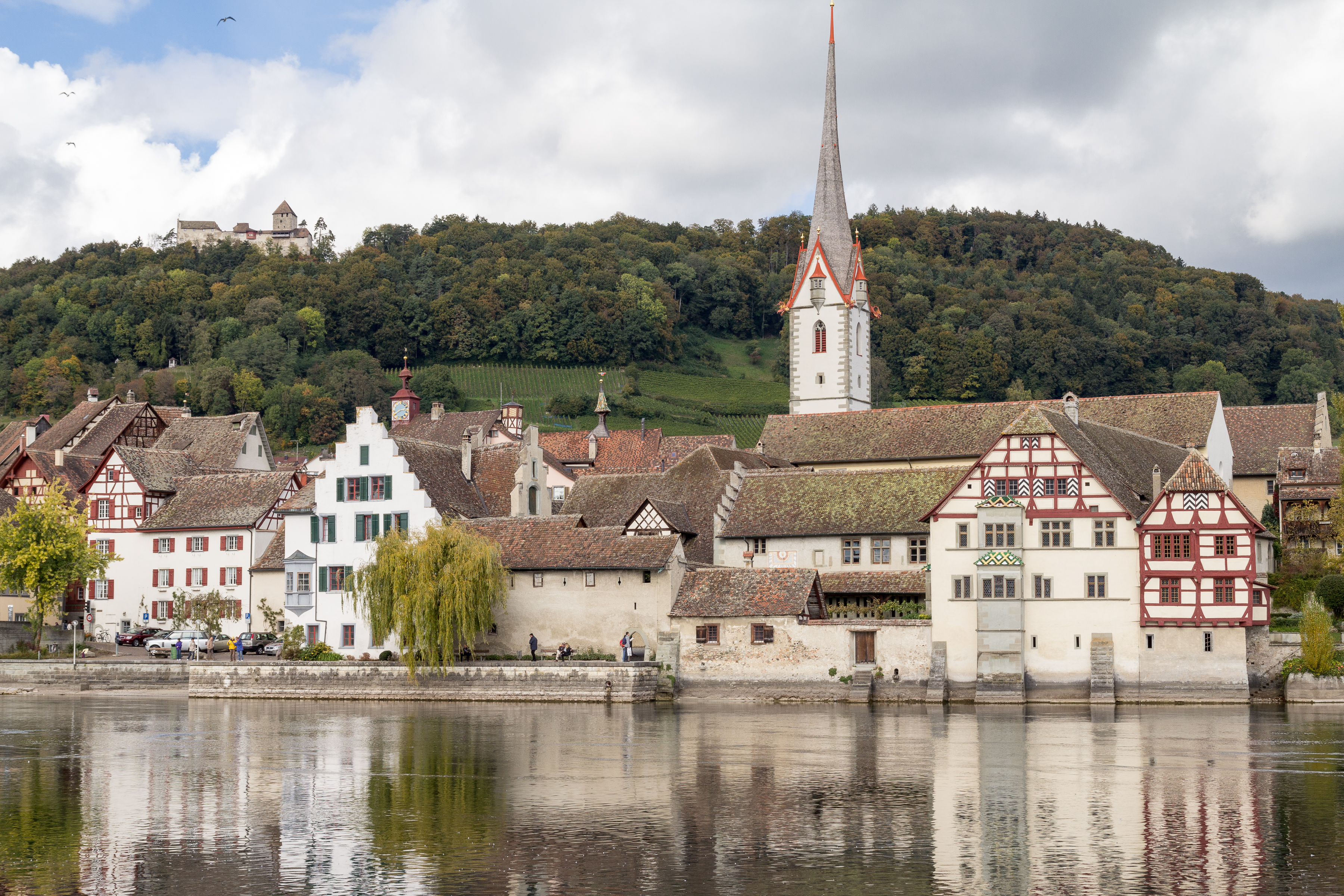
Zamek Hohenklingen w tle